# 2014년 1월 죽음
다음은 2014년 1월에 사망한 저명한 인물 목록이다.
- 1월 2일 - 대한민국의 군인 김재춘
- 1월 5일 - 포르투갈의 축구인 에우제비우
- 1월 7일 - 홍콩의 방송인 런런 쇼
- 1월 9일
  - 미국의 경제학자 데일 모텐슨
  - 미국의 극작가 아미리 바라카
- 1월 10일 - 대한민국의 정치인 이원형
- 1월 11일 - 이스라엘의 정치인 아리엘 샤론
- 1월 12일
  - 대한민국의 정치인 강상욱
  - 터키의 고고학자, 펜싱 선수 할레트 참벨
- 1월 13일
  - 대한민국의 가수 한지서
  - 대한민국의 야구인 김정수
- 1월 15일 - 영국의 영화 배우 로저 로이드팩
- 1월 16일
  - 대한민국의 교수 이문영
  - 일본의 군인 오노다 히로
- 1월 18일
  - 대한민국의 교수 박원규
  - 미국의 가수 퍼기 프레데릭센
- 1월 19일 - 대한민국의 수의사 박상표
- 1월 20일 - 이탈리아의 음악가 클라우디오 아바도
- 1월 21일 - 미국의 신학자 조지 톰슨 브라운
- 1월 27일
  - 미국의 음악가 피트 시거
  - 일본의 성우 나가이 이치로
  - 일본의 성우 쓰카다 마사아키
- 1월 29일 - 프랑스의 언론인 프랑수아 카바나
- 1월 30일 - 미국의 골프인 대니얼 다우니
- 1월 31일 - 독일의 피겨스케이팅인 군디 부쉬